# NGC 3489
NGC 3489 је спирална галаксија у сазвежђу Лав која се налази на NGC листи објеката дубоког неба.
Деклинација објекта је + 13° 54' 3" а ректасцензија 11h 0m 18,4s. Привидна величина (магнитуда) објекта NGC 3489 износи 10,2 а фотографска магнитуда 11,1. Налази се на удаљености од 9,808 милиона парсека од Сунца. NGC 3489 је још познат и под ознакама UGC 6082, MCG 2-28-39, CGCG 66-84, PGC 33160.